# NGC 1081
NGC 1081 est une galaxie spirale (barrée ?) située dans la constellation de l'Éridan. NGC 1081 a été découverte par l'astronome américain Lewis Swift en 1886.

## Caractéristiques
Sa vitesse par rapport au fond diffus cosmologique est de 3 799 ± 14 km/s, ce qui correspond à une distance de Hubble de 56,0 ± 3,9 Mpc (∼183 millions d'al).
À ce jour, six mesures non basées sur le décalage vers le rouge (redshift) donnent une distance de 58,583 ± 3,874 Mpc (∼191 millions d'al), ce qui est à l'intérieur des valeurs de la distance de Hubble.
La classe de luminosité de NGC 1081 est II et elle présente une large raie HI.

## Groupe de NGC 1103
NGC 1081 fait partie d'un groupe de galaxies d'au moins 4 membres, le groupe de NGC 1103. Les deux autres galaxies du groupe sont IC 1853 et MCG -3-8-37.